# تدی باک
تدی باک (انگلیسی: Teddy Buck; ۲۹ اکتبر ۱۹۰۴ – ۱۹۹۳ (۸۸−۸۹ سال)) بازیکن فوتبال بود.
از باشگاه‌هایی که در آن بازی کرده‌است می‌توان به باشگاه فوتبال لیدز یونایتد و باشگاه فوتبال گریمزبی تاون اشاره کرد.